# Rhodomyrtus effusa
Rhodomyrtus effusa là một loài thực vật có hoa trong Họ Đào kim nương. Loài này được Guymer miêu tả khoa học đầu tiên năm 1991.